# Atherinella
Atherinella – rodzaj ryb z rodziny Atherinopsidae.

## Klasyfikacja
Gatunki zaliczane do tego rodzaju:
| - Atherinella alvarezi - Atherinella ammophila - Atherinella argentea - Atherinella balsana - Atherinella beani - Atherinella blackburni - Atherinella brasiliensis - Atherinella callida - Atherinella chagresi - Atherinella colombiensis - Atherinella crystallina - Atherinella elegans | - Atherinella eriarcha - Atherinella guatemalensis - Atherinella guija - Atherinella hubbsi - Atherinella jiloaensis - Atherinella lisa - Atherinella marvelae - Atherinella meeki - Atherinella milleri - Atherinella nepenthe - Atherinella nesiotes - Atherinella nocturna | - Atherinella pachylepis - Atherinella pallida - Atherinella panamensis - Atherinella pellosemeion - Atherinella robbersi - Atherinella sallei - Atherinella sardina - Atherinella schultzi - Atherinella serrivomer - Atherinella starksi - Atherinella venezuelae |